# 郡坑村
郡坑村位於南投縣水里鄉，南方是水里鄉上安村北方是水里鄉新山村，在地人口大約有450人，坐落在台21線新中橫公路。

## 交通
- 台21線：原路段郡坑巷或二廍巷，經門牌整編後有水信路二段、二廍路、郡興路、一廍路、松江路等五個路名